# Festival du grain à démoudre de Gonfreville-l'Orcher
 (janvier 2023).
Si vous disposez d'ouvrages ou d'articles de référence ou si vous connaissez des sites web de qualité traitant du thème abordé ici, merci de compléter l'article en donnant les références utiles à sa vérifiabilité et en les liant à la section « Notes et références ».
Le Festival du grain à démoudre est un festival international de cinéma organisé par des jeunes de 12 à 25 ans organisé chaque année au mois de novembre à Gonfreville-l'Orcher, à côté du Havre, en Normandie.
Depuis 2003, un thème est défini en début d'année. Les films qui seront choisis pour la Compétition ou la soirée Courts-métrages ne sont pas en lien avec cette thématique mais tout au long de l'année les jeunes cherchent des films en rapport avec le thème, qui seront présentés en séances spéciales pour les primaires, les collèges ou les lycées.

## L'Association Du Grain à démoudre
L'association Du Grain à démoudre organise le festival éponyme.

## Thématiques du Festival de cinéma Du Grain à démoudre
- 2000 : Thème indéfini
- 2001 : Thème indéfini
- 2002 : Thème indéfini
- 2003 : L'autre
- 2004 : La rébellion
- 2005 : L'absurde
- 2006 : Le voyage
- 2007 : Etre(s) sensible(s)
- 2008 : Le rêve
- 2009 : L'anniversaire
- 2010 : Le temps
- 2011 : L'ombre et la lumière
- 2012 : L'apocalypse
- 2013 : La place de l'écrit et de l'écrivain au cinéma
- 2014 : Le pouvoir
- 2015 : À table !
- 2016 : Vie sauvage
- 2017 : Chroniques familiales
- 2018 : L'artiste et son œuvre
- 2019 : Éternelle Jeunesse
- 2020 : En fuite
- 2021 : La métamorphose
- 2022 : La rencontre

## Liste des éditions du festival

### Palmarès 2022 (La Rencontre)
|               | Prix du grand jury                              | Prix du public                                  | Prix Jeunes cinéphiles                          | Prix de la section CAV du lycée Jean-Prévost (Montivilliers) |
| ------------- | ----------------------------------------------- | ----------------------------------------------- | ----------------------------------------------- | ------------------------------------------------------------ |
| Long-métrage  | Les pires de Lise Akoka et Romane Guéret        | Joyland de Saim Sadiq                           | Joyland de Saim Sadiq                           | Les pires de Lise Akoka et Romane Guéret                     |
| Court-métrage | Toilettes Filles 4-ever de Angelika Abramovitch | Toilettes Filles 4-ever de Angelika Abramovitch | Toilettes Filles 4-ever de Angelina Abramovitch | Trumpets in the sky de Rakam Mayasi                          |

### Palmarès 2021 (La métamorphose)
|               | Prix du grand jury              | Prix du public                       | Prix Jeunes cinéphiles               | Prix de la section CAV du lycée Jean-Prévost (Montivillers) |
| ------------- | ------------------------------- | ------------------------------------ | ------------------------------------ | ----------------------------------------------------------- |
| Long-métrage  | Hit The Road de Panah Panahi    | Mes Frères et Moi de Yohan Manca     | Hit The Road de Panah Panahi         | Mes Frères et Moi de Yohan Manca                            |
| Court-métrage | Free Fall de Emmanuel Tenembaum | Confinés Dehors de Julien Goudichaud | Confinés Dehors de Julien Goudichaud | Ayn Levana de Tomer Shushan                                 |

### Palmarès 2019 (Éternelle Jeunesse)
|               | Prix du grand jury               | Prix du public                             | Prix des anciens Jeunes organisateurs      | Prix de la section CAV du lycée Jean-Prévost (Montivillers) | Prix du jury de détenus du centre pénitentiaire du Havre |
| ------------- | -------------------------------- | ------------------------------------------ | ------------------------------------------ | ----------------------------------------------------------- | -------------------------------------------------------- |
| Long-métrage  | L'Orphelinat de Shahrbanoo Sadat | Mickey and The Bear de Annabelle Attanasio | Mickey and The Bear de Annabelle Attanasio | Mickey and The Bear de Annabelle Attanasio                  | Supa Modo de Likarion Wainaina                           |
| Court-métrage | Brotherhood de Meryam Joober     | Le Chant d'Ahmed de Foued Mansour          | Brotherhood de Meryam Joober               | Skin de Guy Nattiv                                          | Skin de Guy Nattiv                                       |

### Palmarès 2018 (L'artiste et son œuvre)
|               | Prix du grand jury               | Prix du public                     | Prix Jeunes cinéphiles                  | Prix de la section CAV du lycée Jean-Prévost (Montivilliers) |
| ------------- | -------------------------------- | ---------------------------------- | --------------------------------------- | ------------------------------------------------------------ |
| Long-métrage  | Los silencios de Beatriz Seigner | La Charge de Ognjen Glavonic       | La Charge de Ognjen Glavonic            | Les Moissonneurs d'Etienne Kallos                            |
| Court-métrage | Fool Time Job de Gilles Cuvelier | Les serviteurs de Marwan Khneisser | All these creatures de Charles Williams | La Nuit des sacs plastiques de Gabriel Harel                 |

### Palmarès 2017 (Chroniques familiales)
|               | Prix du grand jury                                | Prix du public                                    | Prix Jeunes cinéphiles                            | Prix de la section CAV du lycée Jean-Pévost (Montivillers) |
| ------------- | ------------------------------------------------- | ------------------------------------------------- | ------------------------------------------------- | ---------------------------------------------------------- |
| Long-métrage  | I'm not a Witch de Rungano Nyoni                  | Heartstone de Gudmundur Arnar Gudmundsson         | I'm not a Witch de Rungano Nyoni                  | Heartstone de Gudmundur Arnar Gunmundsson                  |
| Court-métrage | Calamity de Maxime Feyers et Séverine de Streyker | Calamity de Maxime Feyers et Séverine de Streyker | Calamity de Maxime Feyers et Séverine de Streyker | Bon Voyage de Marc Raymond Wilkins                         |

### Palmarès 2016 (Vie sauvage)
|               | Prix du grand jury                  | Prix du public                             | Prix des jeunes cinéphiles               | Prix de la section CAV du lycée Jean-Prévost (Montivillers) |
| ------------- | ----------------------------------- | ------------------------------------------ | ---------------------------------------- | ----------------------------------------------------------- |
| Long-métrage  | Diamond Island de Davy Chou         | Theeb de Naji Abu Nowar                    | Boy on the Bridge de Petros Charalambous | Theeb de Naji Abu Nowar                                     |
| Court-métrage | Las Cosas Simples de Álvaro Anguita | Au Bruit des Clochettes de Chabname Zariab | Hotaru de William Laboury                | Hotaru de William Laboury                                   |

### Palmarès 2015 (À table!)
|               | Prix du grand jury                                                                               | Prix du public                         | Prix Jeunes cinéphiles                     | Prix de la section CAV du lycée Jean Prévost (Montivilliers) |
| ------------- | ------------------------------------------------------------------------------------------------ | -------------------------------------- | ------------------------------------------ | ------------------------------------------------------------ |
| Long-métrage  | Le Géant endormi d'Andrew Cividino, Canada                                                       | Le Lendemain de Magnus Von Horn, Suède | Le Géant endormi d'Andrew Cividino, Canada | Krisha de Ted Edwards Shults, USA                            |
| Court-métrage | Perrault, La Fontaine, mon cul ! de Ludovic Boukherma, Zoran Boukherma et Hugo P. Thomas, France | Père de Lotfi Achour, France, Tunisie  | Crocodile de Gaëlle Denis, Royaume-Uni     | Lukas and the aspies d'Anders Gustafsson, Danemark           |

### Palmarès 2014                 (Le pouvoir)
|               | Prix du grand jury                                    | Prix du public                         | Prix Jeunes cinéphiles                                                                                 | Prix de la section CAV du lycée Jean Prévost (Montivilliers)                                           |
| ------------- | ----------------------------------------------------- | -------------------------------------- | --- | --- |
| Long-métrage  | 10 000 km de Carlos Marqués-Marcet, Espagne, USA      | Whiplash de Damien Chazelle, USA       | The Weight of elephants de Daniel Joseph Borgman, Nouvelle-Zélande, Allemagne, Danemark, France, Suède | The Weight of elephants de Daniel Joseph Borgman, Nouvelle-Zélande, Allemagne, Danemark, France, Suède |
| Court-métrage | Les Heures blanches de Karim Bensalah, France, Canada | Disney-Ramallah de Tamara Erde, France | Deserted de Yoav Hornung, Israël                                                                       | Disney-Ramallah de Tamara Erde, France                                                                 |

### Palmarès 2013                  (La place de l'écrit et de l'écrivain au cinéma)
|               | Prix du grand jury                                    | Prix du public                                                  | Prix Jeunes cinéphiles                                          | Prix de la section CAV du lycée Jean Prévost (Montivilliers) |
| ------------- | ----------------------------------------------------- | --------------------------------------------------------------- | --------------------------------------------------------------- | ------------------------------------------------------------ |
| Long-métrage  | The Lunchbox de Ritesh Batra, Inde, France, Allemagne | Wajma, une fiancée afghane de Barmak Akram, France, Afghanistan | Wajma, une fiancée afghane de Barmak Akram, France, Afghanistan | The Lunchbox de Ritesh Batra, Inde, France, Allemagne        |
| Court-métrage | The Devil de Jean-Gabriel Périot, France              | Electrick Indigo de Jean-Julien Collette, Belgique, France      | Five ways to kill a man de Christopher Bisset, Allemagne        | Electrick Indigo de Jean-Julien Collette, Belgique, France   |

### Palmarès 2012                   (L'apocalypse)
|               | Prix du grand jury                          | Prix du public                              | Prix Jeunes cinéphiles              | Prix de la section CAV du lycée Jean Prévost (Montivilliers) | Prix des jeunes scénaristes      |
| ------------- | ------------------------------------------- | ------------------------------------------- | ----------------------------------- | ------------------------------------------------------------ | -------------------------------- |
| Long-métrage  | A trip de Nejc Gazvoda, Slovénie            | Frisson des collines de Richard Roy, Canada | Four Suns de Bohdan Slama, Tchéquie | Chrysalis de Paula Ortiz, Espagne                            | A Trip de Nejc Gazvoda, Tchéquie |
| Court-métrage | Retour à Mandima de Rob Jan Lacombe, France | Couvre-feu de Shawn Christensen             | Couvre-feu de Shawn Christensen     | Couvre-feu de Shawn Christensen                              | Couvre-feu de Shawn Christensen  |

### Palmarès 2011                    (L'ombre et la lumière)
|               | Prix du grand jury                                           | Prix du public                                 | Prix Jeunes cinéphiles                | Prix Jeunes scénaristes                   |
| ------------- | ------------------------------------------------------------ | ---------------------------------------------- | ------------------------------------- | ----------------------------------------- |
| Long-métrage  | Silver Forest de Christine Repond, Allemagne, Suisse         | Atmen de Karl Markovics, Autriche              | Atmen de Karl Markovics, Autriche     | Atmen de Karl Markovics, Autriche         |
| Court-métrage | Deux inconnus (The Strange Ones) de Lauren Wolkstein, France | Good-bye Mandima de Robert-Jan Lacombe, Suisse | Turning de Karni and Saul, Angleterre | Deux inconnus de Lauren Wolkstein, France |

### Palmarès 2010                    (Le temps)
|               | Prix du grand jury                        | Prix du jury presse                               | Prix des jeunes cinéphiles                                       | Prix des jeunes scénaristes               | Prix du public                           |
| ------------- | ----------------------------------------- | ------------------------------------------------- | ---------------------------------------------------------------- | ----------------------------------------- | ---------------------------------------- |
| Long-métrage  | All that I Love de Jacek Borcuch, Pologne | R U There (en) de David Verbeek, Pays-Bas, Taiwan | R U There de David Verbeek, Pays-Bas, Taiwan                     | All that I Love de Jacek Borcuch, Pologne | Un été suédois de Fredrik Edfeldt, Suède |
| Court-métrage | Cheveu de Julien Hallard, France          | Cheveu de Julien Hallard, France                  | Tous les hommes s'appellent Robert de Marc-Henri Boulier, France |                                           | 50 cents de Mathieu Pujol, Belgique      |

### Palmarès 2009                    (L'anniversaire)
|               | Prix du grand jury              | Prix des professionnels de l'audiovisuel    | Prix du jury presse                 | Prix des jeunes cinéphiles                    | Prix des jeunes scénaristes      | Prix du public                  | Prix du CIFEJ                    |
| ------------- | ------------------------------- | ------------------------------------------- | ----------------------------------- | --------------------------------------------- | -------------------------------- | ------------------------------- | -------------------------------- |
| Long-métrage  | Tirador de Brillante Mendoza    | Momo le Croque-Mitaine de D'atalay Tasdiken | Tirador de Brillante Mendoza        | Momo le Croque-Mitaine de D'atalay Tasdiken   | L'Autre Rive de George Ovashvili | Les Doigts croches de Ken Scott | L'Autre Rive de George Ovashvili |
| Court-métrage | L'Autre Monde de Romain Delange | L'Autre Monde de Romain Delange             | L'Année de l'Algérie de May Bouhada | Paradis perdus de Oded Binnum et Mihal Brezis |                                  | De si près de Rémi Durin        |                                  |